# フランツィア (小惑星)
フランツィア (862 Franzia) は小惑星帯にある小惑星。マックス・ヴォルフがハイデルベルクのケーニッヒシュトゥール天文台で発見した。
発見者の息子であるフランツ・ヴォルフに因んで名付けられた。